# Bola de Drac Z: La Resurrecció d'en Freezer
Bola de Drac Z: La Resurrecció d'en Freezer (ドラゴンボールZ 復活の「F」, Doragon Bōru Zetto: Fukkatsu no 'Efu') és una pel·lícula animada d'arts marcials, fantasia i ciència-ficció japonesa del 2015. És la dinovena pel·lícula basada en la sèrie Bola de Drac, la quinzena que porta la marca Bola de Drac Z i és la segona pel·lícula de la franquícia supervisada personalment pel creador de la sèrie Akira Toriyama. La pel·lícula es va estrenar a les sales el 18 d'abril de 2015. És la primera pel·lícula japonesa que es projecta en IMAX 3D i rep projeccions als cinemes 4DX.
La Resurrecció de 'F' és una seqüela directa de Bola de Drac Z: La Batalla dels Déus del 2013. L'argument de la pel·lícula tracta del retorn del malvat Freezer, que després de la seva resurrecció mitjançant les boles de drac, entra en un extens entrenament. La pel·lícula va rebre crítiques generalment diverses de la crítica, que van elogiar la qualitat de l'animació i les seqüències d'acció trepidants, però van criticar-ne trama. Es va estrenar en català als cinemes el 6 de novembre de 2015.
La pel·lícula es va adaptar posteriorment al segon arc de la història de Dragon Ball Super, amb l'afegit d'escenes addicionals i trames secundàries establertes abans dels seus esdeveniments.

## Argument
L'extraterrestre Sorbet, comandant del que resta de l'exèrcit d'en Freezer, viatja a la Terra on la colla d'en Pilaf es veu obligada a recollir i utilitzar les màgiques Boles de Drac per convocar el drac que concedeix desitjos, en Shenron, per ressuscitar en Freezer. No obstant això, com que en Freezer havia estat assassinat pel Trunks del futur amb una espasa, és ressuscitat en moltes peces que els sequaços d'en Sorbet aconsegueixen tornar a muntar utilitzant la seva tecnologia avançada. Un cop restaurat i havent tornat al comandament de les seves forces, en Freezer maltracta alguns dels seus sequaços i planeja venjar-se dels Superguerrers. En saber que en Goku s'ha tornat molt més poderós amb el pas del temps, en Freezer posposa la invasió perquè pugui entrenar-se per primera vegada.

## Doblatge
| Personatge       | Japonès           | Català                |
| ---------------- | ----------------- | --------------------- |
| Goku             | Masako Nozawa     | Marc Zanni            |
| Vegeta           | Ryō Horikawa      | Joan Sanz             |
| Freezer          | Ryūsei Nakao      | Domènec Farell        |
| Gohan            | Masako Nozawa     | David Jenner          |
| Cor Petit        | Toshio Furukawa   | Xavier Fernández      |
| Krilin           | Mayumi Tanaka     | Marta Barbarà         |
| Follet Tortuga   | Masaharu Satō     | Josep Maria Mas       |
| Ten Shin Han     | Hikaru Midorikawa | Daniel Albiac         |
| Jaco             | Natsuki Hanae     | Cesc Martínez         |
| Sorbet           | Shirō Saitō       | Toni Molías           |
| Tagoma           | Kazuya Nakai      | Eduard Itchart        |
| Shisami          | Tetsu Inada       | Francesc Belda        |
| Bills            | Kōichi Yamadera   | Alfonso Vallés        |
| Whis             | Masakazu Morita   | Marcel Navarro        |
| Bulma            | Hiromi Tsuru      | Roser Contreras       |
| Trunks del futur | Takeshi Kusao     | Aleix Estadella       |
| Videl            | Yuko Minaguchi    | Rosa Guillén          |
| Dr. Briefs       | Ryoichi Tanaka    | Enric Isasi-Isasmendi |
| A-18             | Miki Itō          | Pilar Morales         |
| Shenron          | Ryūzaburō Ōtomo   | Francesc Belda        |
| Pilaf            | Shigeru Chiba     | Toni Astigarraga      |
| Mai              | Eiko Yamada       | Carme Ambrós          |
| Shu              | Tesshō Genda      | Albert Trífol         |
| Marron           | Hiroko Ushida     | Carme Ambrós          |